# Kloster Disibodenberg
Das Kloster Disibodenberg ist eine Klosterruine in der Gemarkung der Ortsgemeinde Odernheim am Glan im Landkreis Bad Kreuznach in Rheinland-Pfalz. Sie liegt auf dem gleichnamigen Höhenrücken an der Mündung des Glans in die Nahe. Das Ruinengelände liegt innerhalb des Naturschutzgebiets Disibodenberg.

## Gründung
Der hl. Disibod kam um das Jahr 640 als Missionar aus den Klosterschulen Irlands in das Frankenreich. Auf seiner Wanderschaft kam Disibod ins Nahetal zu der in einem Traum – so die Vita – vorbezeichneten Stelle, „wo sein Wanderstab, in die Erde gesteckt, grünte, wo eine weiße Hirschkuh einen Quell frischen Wassers aus der Erde scharrte und wo sich zwei Flüsse vereinigen.“
Disibod fand diese Stelle am Zusammenfluss von Nahe und Glan bei Odernheim. Auf dem dort liegenden Berg befand sich schon in keltischer Zeit ein Heiligtum. Am Fuße des Berges in der Nähe der gefundenen Quelle bauten Disibod und seine Gefährten eine Hütte; als Folge ihres apostolischen Einsatzes entstand bald eine Taufkapelle. Disibod starb im Jahre 700 mit 81 Jahren; sein angeblich wundertätiges Grab wurde zur Pilgerstätte.

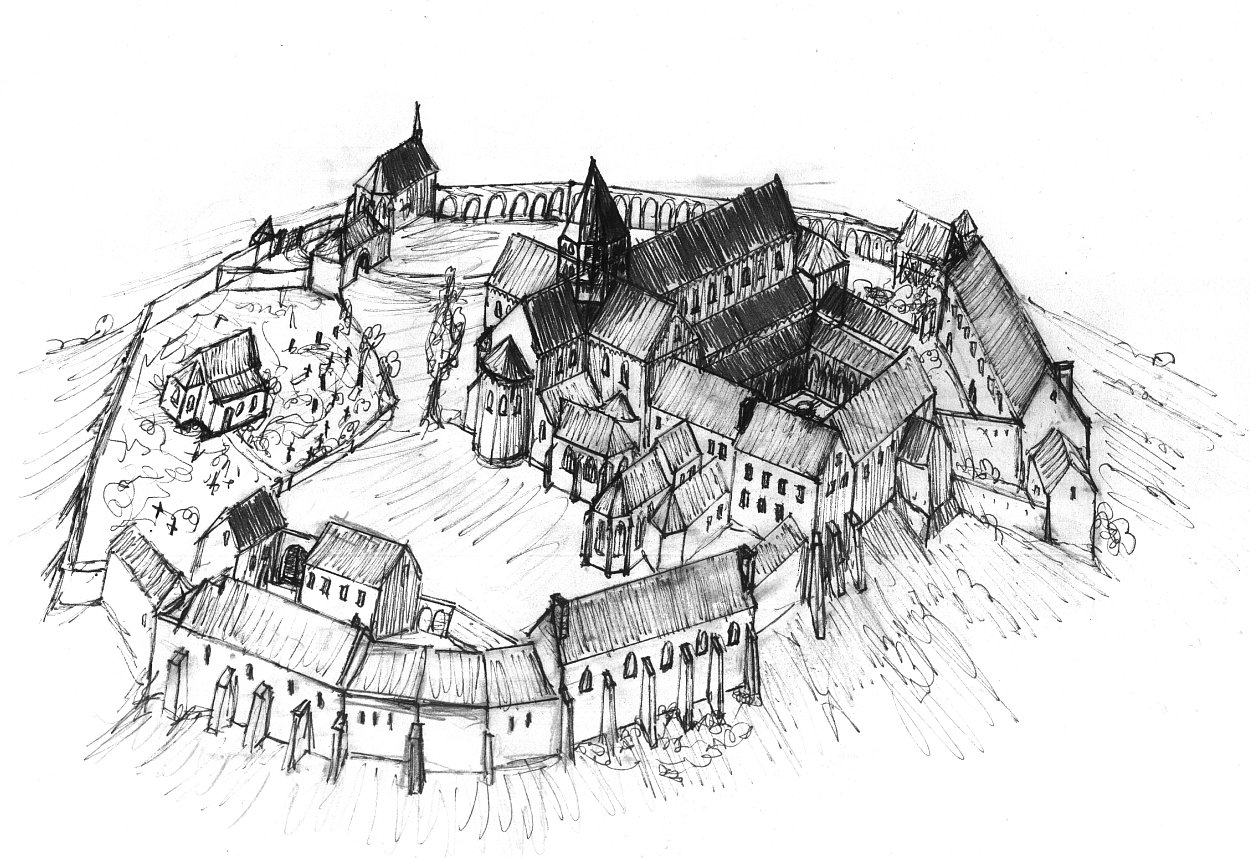
Die Klosteranlage um 1500
Rekonstruktionsversuch, ca. 1986

Nach Disibods Tod wurden auf dem Berg eine Kirche und eine klosterähnliche Anlage errichtet, sie zählt zu den ältesten im Mainzer Sprengel. 745 besuchte Bonifatius als Bischof von Mainz das Grab des Missionars und überführte die Gebeine Disibods unter den Altar der Klosterkirche.
Normannen (882) und Ungarn (1. Hälfte des 10. Jahrhunderts) überfielen wiederholt das Kloster, plünderten und zerstörten die Anlage. Die Mönche flohen und die Gebäude verfielen. Die klosterähnliche Anlage auf dem Disibodenberg wurde unter dem Erzbischof Hatto II. von Mainz (968–970) aufgelöst.
Erzbischof Willigis zu Mainz (975–1011) kam selbst zum Disibodenberg, ließ eine neue Kirche dort errichten und die Gebäude instand setzen. Die Gebeine des heiligen Disibod wurden feierlich in die neuerbaute Kirche überführt. Willigis übergab die Anlage 12 Stiftsherren (Kanonikern) aus Mainz und stattete das Stift reichlich mit Gütern, Ländereien und Einkünften aus; er sprach ihm die Pfarrkirche zu Sobernheim mit dem dortigen Fronhof, die Gehinkirche bei Auen und die Tochterkirche bei Semendis sowie die Kirchen zu Hundsbach, Meckenbach, Kirchenbollenbach und Offenbach am Glan zu. Ferner stand dem Stift in seinen Ländereien (u. a. Weinbergen) und Ortschaften das Recht des Zehnten zu, das sich vor allem auf Getreide und Wein bezog.

## Ankunft der Benediktiner (1107)
1096 setzte Erzbischof Ruthard an die Stelle der Chorherren Benediktiner aus dem Kloster St. Jakob als Klosterherren ein, erst 1107 konnten sie dorthin übersiedeln.

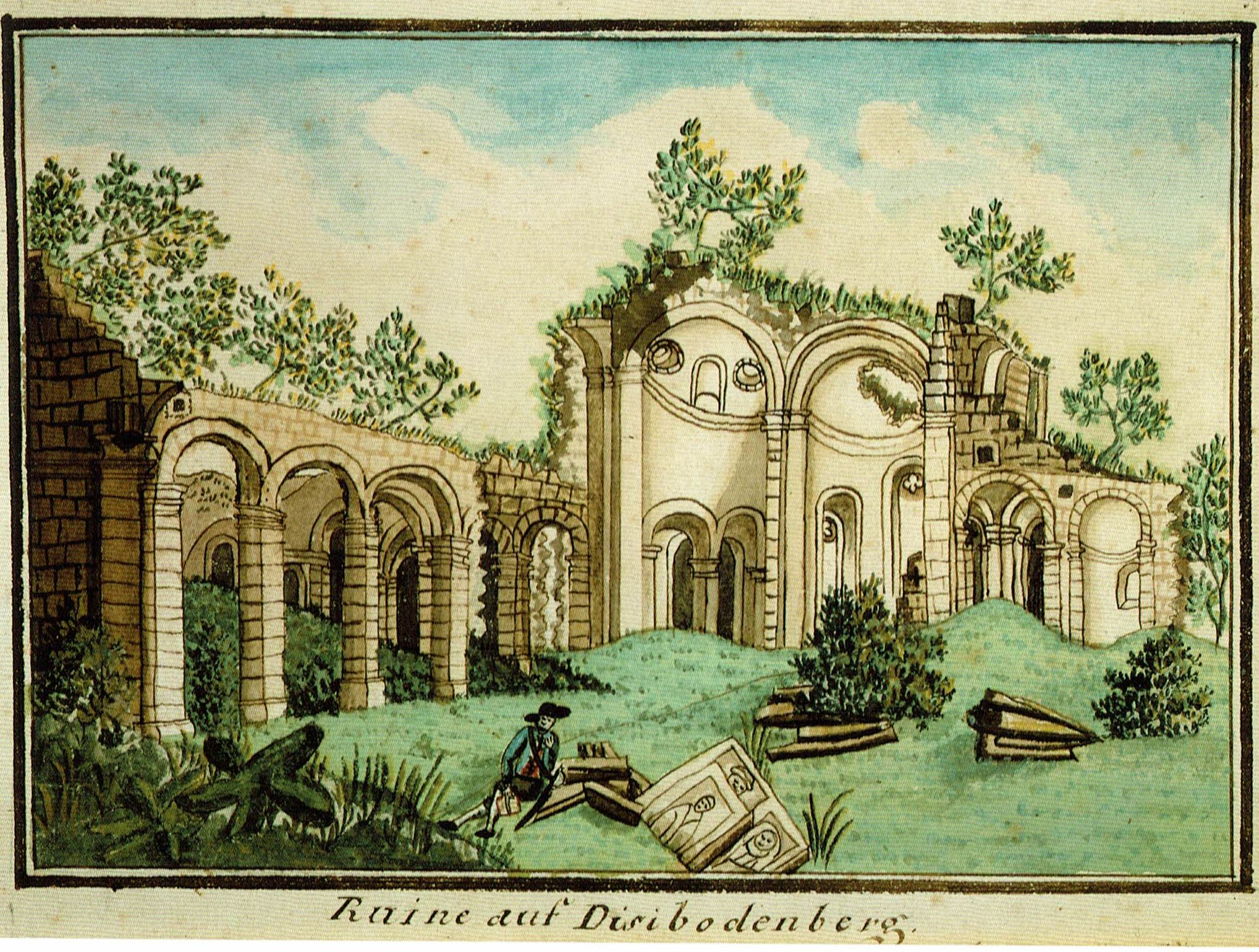
Innenansicht der Kirchenruine Disibodenberg 1790. Privatsammlung v. Racknitz

Unter der Leitung des Abts Burchard (1108–1113) wurde der Bau einer neuen kreuzförmigen, dreischiffigen Pfeilerbasilika begonnen, der St.-Nikolaus-Kirche. Unter dessen Nachfolger Abt Kuno von Disibodenberg († 1155) erfolgte 1143 die Weihe der Klosterkirche. Deren Grundriss mit den Säulenresten ist heute noch gut zu erkennen. 1138 wurden die Gebeine des heiligen Disibod wiederum in die neue Kirche umgebettet.

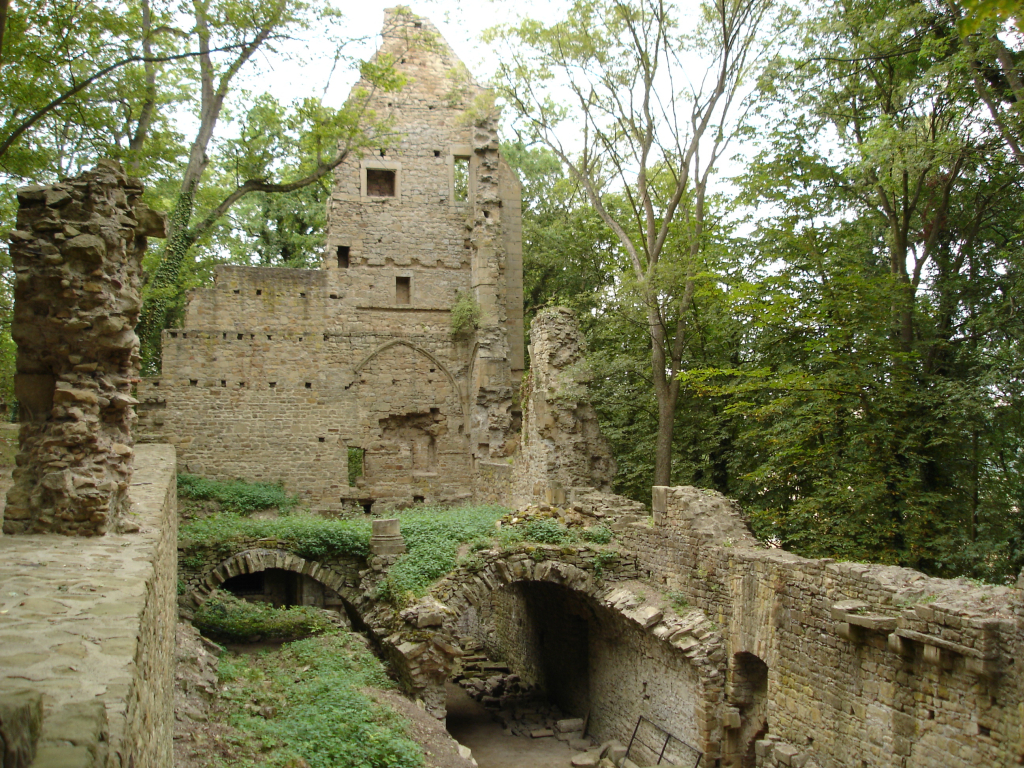
Kloster Disibodenberg: Giebel des Refektoriums, Baubeginn 1240 durch Benediktiner. 1259 übernahmen Zisterzienser den Keller-Rohbau und vollendeten das Gebäude.

## Disibodenberg und Hildegard von Bingen
Ab 1108 ließ die Grafenfamilie von Sponheim eine Frauenklause auf dem Klostergelände errichten, in die im Jahre 1112 deren Tochter einzog, die als Selige verehrte Jutta von Sponheim, als Leiterin u. a. zusammen mit Hildegard, der späteren Heiligen von Bingen; sie legte ihre Profess dort in die Hände des hl. Otto, Bischof von Bamberg ab.
Nach dem Tod Juttas folgte ihr Hildegard 1136 als Leiterin der Frauenklause. Sie und ihre Nonnengemeinschaft siedelten allerdings 1147–1151 in das neue Kloster auf dem Rupertsberg bei Bingen über, da Hildegard die Gemeinschaft mit den Mönchen auf dem Disibodenberg nicht mehr zusagte und auch die Platzverhältnisse für die inzwischen aus 18 Nonnen bestehende Frauengemeinschaft nicht mehr ausreichten.

## Hoch- und Spätmittelalter, zeitweise Zisterzienserkloster
Abt Dodechin verfasste um 1240 die Jahrbücher des Klosters. Neue Schenkungen von Grafen und Rittern machten das Kloster wieder reich und angesehen. Gelehrte Männer, die in den Klostermauern lebten, vergrößerten seinen Ruf als Wallfahrtsort.
Die durch eine fast zweijährige Fehde 1240–1242 zwischen dem Erzbischof von Mainz, Siegfried von Eppstein, und dem Wildgrafen Konrad II. von Kyrburg bedingten Kriegsausgaben führten zur Verschuldung des ehemals reichen Klosters. Das sich ausbreitende Raubrittertum verschlimmerte die Lage der Abtei zusätzlich.
1259 wurden durch Erzbischof Gerhard von Mainz die Benediktiner, die das Kloster auf dem Disibodenberg schon größtenteils verlassen hatten, durch Zisterzienser aus dem Kloster Otterberg, einer Tochtergründung des Klosters Eberbach aus der Filiation der Primarabtei Clairvaux, ersetzt. Unter ihrer strengen Zucht und vorzüglichen Verwaltung wurden die Schulden bald gedeckt und das Kloster blühte zum dritten Mal erneut auf. Diese Phase dauerte bis etwa 1500 an. Dann folgte der endgültige Verfall.

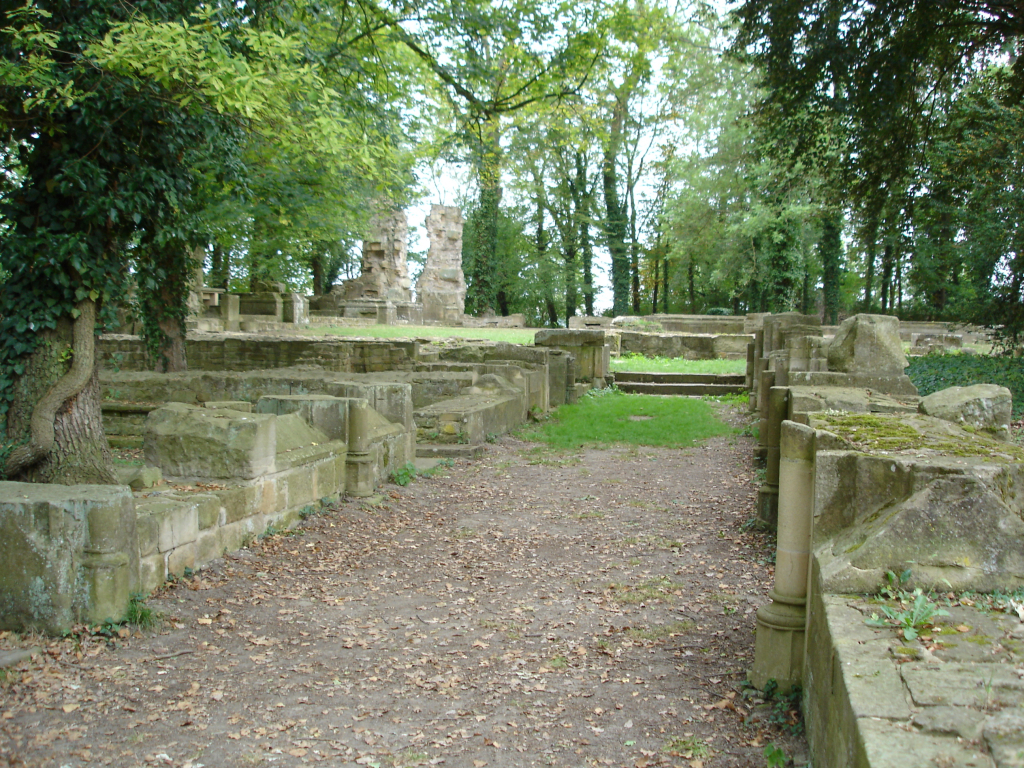
Teile eines Kreuzgangs. Die Grabplatten sind mit Erde abgedeckt.

Sowohl der Krieg 1471 zwischen Kurfürst Friedrich von der Pfalz und Herzog Ludwig von Pfalz-Zweibrücken als auch der bayrisch-pfälzische Erbfolgekrieg (1504) fügten der ganzen Nahegegend großen Schaden zu, und auch das Kloster Disibodenberg wurde völlig ausgeplündert. Im Bauernkrieg 1524–1525 nahm die Abtei dagegen nur wenig Schaden, allerdings führte die Reformation, die im Nahegebiet eine günstige Aufnahme fand, die gänzliche innere Auflösung der Abtei herbei. 1559 trat der letzte Abt Peter von Limbach das Kloster an Herzog Wolfgang von Pfalz-Zweibrücken ab. Es folgten die Säkularisation und der Einzug eines Verwalters.

## Frühe Neuzeit
Der Dreißigjährige Krieg 1618–1648 und der Pfälzische Erbfolgekrieg 1688–1697 brachten mehrfache Verwüstungen und Besitzerwechsel mit sich. Spanier unter General Spinola versuchten 1631 und 1639, das Kloster durch Benediktiner wieder aufblühen zu lassen, doch waren diese Erfolge nur vorübergehend. 1768 kamen die Reste des Klosters durch den Hagenbacher Tauschvertrag zur Kurpfalz.

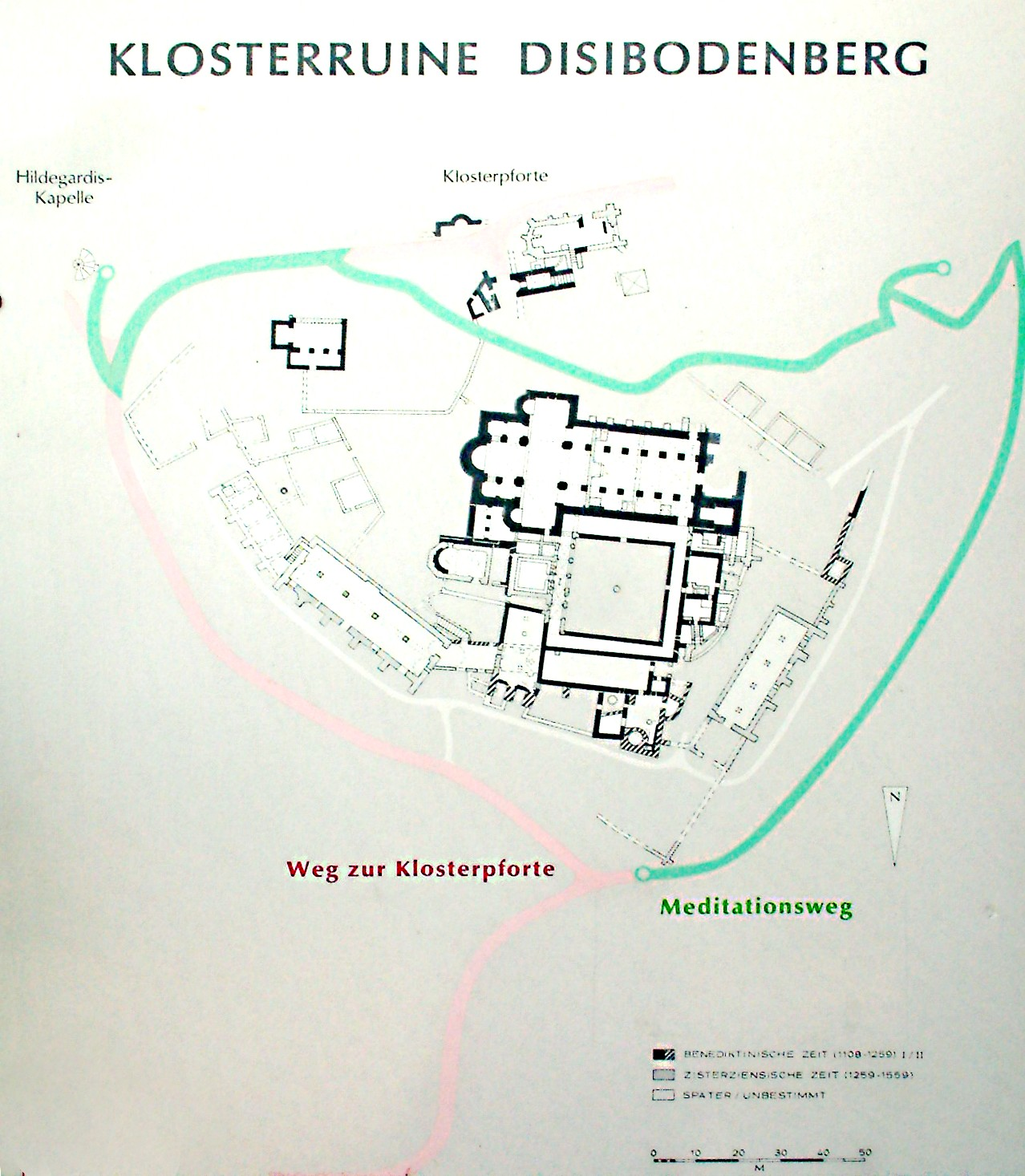
Lageplan des Klostergeländes

Noch bis 1790 stand ein großer Teil der Klostergebäude aufrecht, allerdings erklärten die Franzosen in der Zeit ihrer Herrschaft über das linke Rheinufer 1797–1814 den Disibodenberg zum Nationaleigentum und versteigerten Grund und Boden.

## Seit dem 19. Jahrhundert
Der Disibodenberg kam 1809 in Privatbesitz an die Familien Großarth und Gutenberger. Die Klosteranlagen dienten daraufhin als Steinbruch. Aus den Quadern der Kirche wurden Wohnhäuser in Odernheim und Staudernheim gebaut und die Pfeiler der Staudernheimer Brücke erneuert.
1842–1844 grub Peter Wannemann als Hof- und Klostereigner die Ruinen frei und richtete die Gebäudereste für Besucher her. Ein erster Lageplan wurde erstellt.
Das Landesamt für Denkmalpflege Rheinland-Pfalz in Mainz begann 1985 mit archäologischen Grabungen und Sicherungsarbeiten im Klostergelände. Die letzte private Besitzerin, Ehrengard Freifrau von Racknitz, überführte 1989 das ehemalige Klostergelände in die Disibodenberger Scivias-Stiftung.

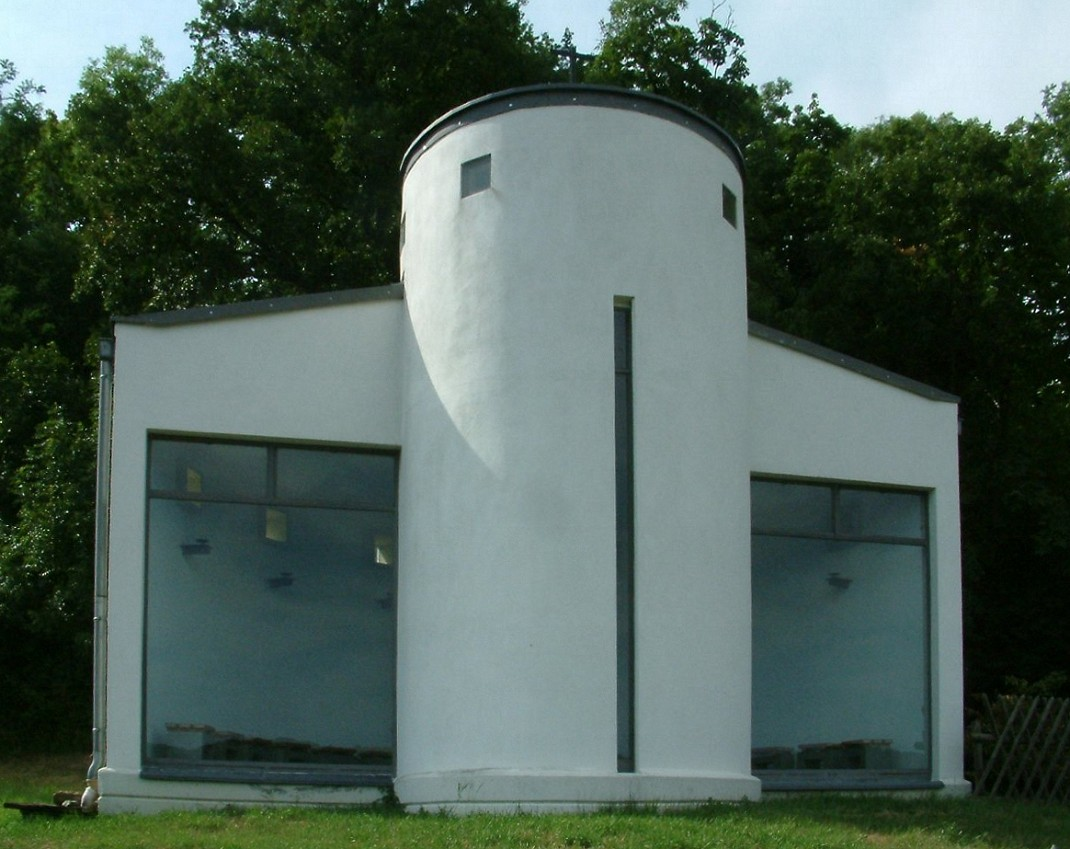
Hildegardis-Kapelle am Waldrand

Heute kann das Gelände über den Eingang am Disibodenbergerhof besichtigt werden. Während der Gottesdienste an Sonntagen ist der Zutritt zur kleinen Kapelle und zum Klostergelände frei. 
Im Klostermuseum im Besucherhof werden steinerne Zeugen aus zwei Jahrtausenden gezeigt, unter anderem Steinmetzarbeiten aus der Zisterzienserzeit 1259 bis 1559. Anhand der ausgestellten Arbeiten erhält man eine Vorstellung, wie prächtig, bildreich und feindekoriert die große Abteikirche einst war. Alltagsgegenstände erwecken die damalige Zeit zum Leben. Funde aus der Römerzeit bezeugen die frühe Besiedlung des Berges. Interessierte erfahren außerdem alles über Zeit von Hildegard von Bingen als Leiterin des Frauenkonvents auf dem Disibodenberg.
Die Klosterruine Disibodenberg ist ca. 2,5 ha groß. Hinweis- und Plantafeln geben dem Besucher Aufschluss über die Bauabschnitte. Von zwei Gebäuden stehen noch die hohen Giebel, und die gut sichtbaren Mauerreste erlauben einen Überblick über die einstmals große Klosteranlage.
An den Südhängen des Disibodenbergs wurde seit dem Mittelalter Wein angebaut. Heute befindet sich am Fuße des Berges das Weingut Disibodenberg.